# Роковое наследство (телесериал, 1996)
«Роковое наследство» (порт. O Rei do Gado) — сериал бразильской телекомпании TV Globo. Оригинальное название переводится как «Король скота». Один из самых рейтинговых телесериалов в Бразилии с момента его выхода в 1996 году.

## О сериале
Бенедиту Руй Барбоза написал сценарий этого сериала, основываясь на своих излюбленнах темах («коньках»), затрагиваемых им почти в каждом своём телефильме: итальянские иммигранты в Бразилии, отношения между человеком и землёй, преимущества сельской жизни над городской. В этом сериале он также затронул тему неподкупности и убийства влиятельных политиков на примере персонажа Карлуса Вересы — сенатора Роберту Кашиаса.
Сериал собрал «звёздный» ансамбль бразильских актёров. 
Патрисия Пилар прошла десятидневную стажировку среди резчиков тростника для создания своего сильного персонажа — Луаны.
Раул Кортез блестяще сыграл своего первого «итальянца» в телесериалах Бенедиту Руй Барбозы. Ещё в двух телесериалах («Земля любви» и «Земля любви, земля надежды») ему придётся говорить с различным итальянским акцентом. Во всех трёх телесериалах вместе с ним одну из главных ролей будет исполнять Антониу Фагундес.
Многие актёры, исполнившие первые роли в этом сериале, впоследствии стали очень известными в Бразилии (Марселу Антони, Лавиния Власак, Каку Сиоклер).
Закадровый перевод читают Елена Бушуева (Рафаэла, Лея и др.), Ирина Маликова (Лия и др.), Павел Иванов (Маркус и др.), Борис Клюев (Бруну и др.). Текст титров читает Павел Иванов.

## Сюжет
В основе телесериала — история о двух семьях-выходцах из Италии, Медзенга и Бердинацци, связанных навечно отношениями любви и ненависти. Обе семьи владеют кофейными плантациями, которые граничат друг с другом. Отсюда и проистекает их вражда — давние земельные споры. Повествование начинается в 40-х годах XX века романом в стиле Ромео и Джульетты между Энрико — единственным сыном семейства Медзенга (Антонио и Нэны) и Джованной — младшей из четырёх детей в семье Бердинацци. Даже свадьба Энрико и Джованны не смогла положить конец вражде семейств, поэтому они вынуждены бежать, опасаясь преследования со стороны отца и братьев Джованны. Обустраиваясь на новом месте, Энрико нанимается погонщиком скота и хочет в будущем всерьёз заняться разведением скота, поэтому все заработанные деньги вкладывает в покупку собственных быков.
В семье Бердинацци (Джузеппе и Мариэтты), помимо младшей дочери Джованны, было трое сыновей (Бруно, Жеремиас и Джакомо-Гильерме). Бруно единственный из мужчин Бердинацци не питает ненависть к семейству Медзенга, поддерживает сестру в выборе мужа и всячески пытается вразумить отца и братьев (но тщетно). Бруно уезжает в Европу на войну, и вскоре гибнет смертью героя. Родителям вместо сына возвращают его медаль за отвагу. Его отец, Джузеппе, сходит с ума от горя и зарывает медаль в землю на своей плантации, надеясь, что из неё "прорастёт" его сын. Антонио Медзенга сообщает семейству Бердинацци, что у Энрико и Джованны родился сын, которого назвали в честь погибшего героя — Бруно Бердинацци Медзенга. Но радостная новость снова перерастает в ссору между главами семейств в попытках выяснить, кто же больше ребенок — Бердинацци или Медзенга, в результате чего Джузеппе Бердинацци умирает на руках у своего заклятого врага Антонио Медзенги.
После получения письма с новостями о смерти отца, Джованна упрашивает мужа поехать навестить их семьи и показать им внука.
Тем временем дела на плантациях обоих семейств идут плохо — кофе поразил вредоносный жучок, для борьбы с которым нужно покупать дорогостоящие яды.
У Бердинацци денег нет, поэтому Жеремиас и Джакомо-Гильерме тайком от матери и сестры (подделав их подписи на документах) продают имение англичанам и сбегают с вырученными деньгами — они надеются попытать счастья с выращиванием кофе в других, более плодородных землях, чтобы сохранить хотя бы часть наследства Бердинацци. После чего они вроде как собираются вернуться за матерью, рассудив, что до этого момента о ней сможет позаботиться сестра Джованна и её муж, "ненавистный" Энрике Медзенга.
Поступок Жеремиаса и Джакомо-Гильерме положит новый виток взаимной ненависти Бердинацци и Медзенга на несколько десятилетий вперед. Энрико поклянется, что однажды он или его дети заставят заплатить род Бердинацци за всё.
Энрико, видя убыточность фамильных кофейных плантаций, пытается уговорить отца продать имение и вложить деньги в прибыльное скотоводство - у Энрике есть уже 10 000 голов скота, и он не собирается останавливаться. Антонио до самой смерти пытается спасти имение и умирает на плантации, отравившись ядом для вредителей во время обработки кофейных деревьев. Энрико продает имение Медзенга, и, вернувшись с матерью, женой, сыном и тещей обратно домой, вырученные деньги вкладывает в покупку скота.
А через некоторое время Мариэтте приходит письмо из Италии от девушки Джеммы, с которой у Бруно на войне был роман. В письме она сообщала, что сразу после отъезда Бруно в часть она узнала, что беременна, и теперь у них родился сын. Этот факт получит развитие через много лет.
Спустя полвека после начала повествования противостояние семейств продолжается уже на уровне двух богатейших людей страны — Бруно Б. Медзенга и Жеремиаса Бердинацци — племянника и дяди.
Отец привил Бруно ненависть к семье Бердинацци и к самой фамилии, поэтому он подписывается как Бруно Б. Медзенга, а в стране его все знают как просто Бруно Медзенга, или «мясной король». Он продолжил дело отца и нажил целое состояние — у него во владении огромные пастбища и несколько миллионов бычков.
В доме в Рибейран-Прету (штат Сан-Паулу) живут его красавица-жена Лея (Сильвия Пфейфер), которая интересуется только светской жизнью и шопингом и двое взрослых детей — Маркус и Лия — ветреные бездельники, типичная золотая молодёжь. Несмотря на богатство и огромные возможности, Бруно предпочитает простоту и комфорт роскоши, с удовольствием объезжает все свои фермы, вникает во все процессы до мелочей, и, по словам жены, предпочитает общество быков своей семье.
Жеремиас Бердинацци уже стар, он прожил долгую жизнь, был 2 раза женат, но нет ни детей, ни других наследников. О брате он не слышал уже много лет, с тех пор, как они попытались начать новую жизнь, продав тайком имение (обокрав при этом мать и сестру) и купив новые земли, Дела шли плохо, и Джакомо Гильерме готов был продать свою долю первому встречному. Жеремиас взял ссуду в банке и выкупил долю брата за 20 000 реалов (брат считал, что Жеремиас его тоже обокрал), а после ссоры и драки среди кофейных деревьев, их пути навсегда разошлись.
Жеремиасу сопутствовала удача — благодаря огромному труду через много лет он разбогател, у него два миллиона плодоносящих кофейных деревьев и молочный скот. Его молоко считается одним из самых качественных в стране. Поэтому в стране его прозвали «кофейным и молочным королём».
Но оставить всё это богатство некому, поэтому старик Жеремиас в очередной раз решает разыскать семью брата (до этого поиски не увенчивались успехом), для чего нанимает детектива.  Выясняется, что брат так и не смог встать на ноги, вместе с семьей (женой и детьми) работал подёнщиком. И однажды по пути на плантацию грузовик с рабочими перевернулся — выжить смогла лишь одна девочка, которая может оказаться дочерью Джакомо Гильерме — Мариэттой Бердинацци.
Всё это происходит на фоне бурных событий — в стране разгорается серьёзный социально-экономический кризис. Огромная масса работников плантаций, недовольная положением рабов, проводит массовые беспорядки по всей стране. Создается общенациональное движение «безземельных». Люди требуют прав и земли. Противостояние государства, погрязшего в коррупции и потакающего интересам крупных землевладельцев, и бедноты приводит к политическому кризису. Страна на грани революции. Правительственные силы сгоняют «безземельных» с насиженных мест, толпы бедняков оказываются в положении беженцев в своей стране. Им приходится жить в палаточных лагерях на ничейных землях. В одном из таких лагерей оказывается Луана Бердинацци — неграмотная девушка-подёнщица, выжившая дочь младшего сына семейства Бердинацци, племянница «кофейного короля» и двоюродная сестра «мясного». Лишившись родителей в раннем детстве во время аварии, она забывает все о своем прошлом, включая настоящие имя и фамилию. Судьба сводит её с Бруно Медзенга (который приходится ей двоюродным братом). Лагерь безземельных расположился на границе одного из его пастбищ, неподалёку от его ранчо. Бруно — человек порядочный, знающий как тяжело жить в бедности, решает помочь «безземельным». Он забивает для лагеря несколько быков, а также даёт им хлеб и воду. А нескольким людям из лагеря предлагает работать на его ферме. Так он знакомится с Луаной и вскоре влюбляется в неё. К этому времени брак Бруно и Леи был уже в состоянии распада из-за постоянных скандалов, несхожести характеров, зацикленности Бруно на работе, к тому же у Леи роман с молодым повесой Ралфом.
Сенатор Роберту Кашиас — влиятельный общественный деятель, придерживающийся прогрессивных взглядов, выступает за скорейшее проведение аграрной реформы, борется за права простых людей. За абсолютную порядочность и неподкупность он пользуется большой популярностью в народе, уважением и поддержкой части политической элиты. Но власть видит в нём опасного противника и даже врага. Ведь он может претендовать на роль национального лидера, а впоследствии главы государства. Сенатор — близкий друг Бруно, его дочь Лилиана влюблена в сына Бруно — Маркуса. Это приводит к нежеланной беременности. Но незадолго до рождения внука жизнь сенатора трагически обрывается. Перед встречей с лидерами движения «безземельных» его убивают из снайперской винтовки. Он умирает на руках у своего помощника. Его последние слова о том, что всегда нужно стараться любые проблемы решить мирным путём, и даже на агрессию надо отвечать миром. Когда у Лилианы родится ребенок, она назовет его Маркус Роберту Кашиас-Медзенга.
Параллельно с этими событиями, на авансцене появляется ещё одна фигура — Рафаэлла Бердинацци (Глория Пирес) — которая считает себя внучкой погибшего в Италии во время войны Бруно Бердинацци. Её бабушка Джемма в детстве водила её к памятнику бразильским солдатам и рассказывала, что там лежит её дедушка Бруно, погибший на войне. Рафаэлла разыскивает единственного оставшегося в живых родственника Жеремиаса Бердинацци, но судьба сводит её с его адвокатом, доктором Фаусто. Он занимался поиском пропавшего семейства брата Жеремиаса, поэтому предлагает Рафаэлле (у которой по неведомой причине нет документов на имя Рафаэллы Бердинацци) выдать себя за выжившую дочь Джакомо Гильерме — Мариэтту Бердинацци.
Рафаэлла приезжает к Жеремиасу Бердинацци и предъявляет фальшивые документы на имя Мариэтты (которые ей помог сделать Фаусто), желая стать единственной наследницей его состояния. Старый друг Жеремиаса — Олегарио, управляющий его делами, который так же искал для него информацию о брате и его дочери, не верит, что Мариэтта настоящая и пытается убедить в этом друга. Но ослепленный счастьем Жеремиас, разозлившись на него за это, увольняет Олегарио. По старому завещанию Жеремиаса всё его состояние переходило его работникам посредством специально созданного фонда. Теперь единственной наследницей стала лже-Мариэтта. Олегарио продолжает расследование и получает доказательства, но Фаусту стреляет в него на плантации. Перед смертью Олегарио успевает написать на обратной стороне чека, что ему передал Фаусто, несколько слов, из которых понятно, что лже-Мариэтта и Фаусто — любовники. Находят тело Олегарио и записку, которую передают Жеремиасу. Позже доктора Фаусто найдут застреленным в собственной машине — Жеремиас отомстит за смерть друга (но полиция так и не сможет найти официального убийцу).
Жеремиас вне себя от счастья, что нашел племянницу — он вводит её в курс своих дел, которые она с радостью перенимает, показывая должные прилежность и старание.
Из США возвращается сын Олегарио, Отавио, которого Жеремиас на свои деньги послал учиться заграницу. Терзаемый чувством вины, что не поверил верному Олегарио, Жеремиас решает, что лучший способ восстановить справедливость — женить Отавио на лже-Мариэтте, тем более что молодой человек ему как племянник, и к тому же очень умный и способный работник, как и его отец. Рафаэлла категорически не согласна с таким положением вещей.
Между убийствами к Жеремиасу приезжает сын Бруно Медзенга, Маркус. После очередной ссоры с отцом по поводу его безделья и траты денег на ветер, он увидел статью в газете о Жеремиасе — «кофейном и молочном короле». Все эти годы ни Бруно, ни он не знали ничего о Бердинацци, но не уставали проклинать их имя при любом удобном случае. Маркус в очередной раз вспомнил рассказы отца о том, как Жеремиас и Джакомо-Гильерме обокрали мать Мариэтту и сестру Джованну, и ему приходит в голову "гениальный" план — познакомиться с родственником поближе. Он приезжает к Жеремиасу под видом молодого фермера, разводящего мясной скот, который якобы решил заняться молочным скотом и хочет посмотреть легендарное молочное производство и получить совет. Обаятельный и хитрый, он приходится по душе Жеремиасу, как впрочем и Лже-Мариэтте-Рафаэлле. Молодые люди влюбляются друг друга, у них начинается роман, но снова между ними встаёт давняя вражда Бердинацци-Медзенга — узнав, кто на самом деле к нему приезжал, Жеремиас под страхом лишения наследства запрещает Рафаэлле-лже-Мариэтте даже смотреть в сторону Маркуса. Сначала чувства берут вверх и девушка упорно сопротивляется, встречается с Маркусом тайком, а когда Жеремиас ставит ультиматум — сообщает ему, что она не настоящая Мариэтта, но тоже Бердинацци, внучка его брата Бруно. Жеремиас не верит ей, и она уходит из его дома в дом к Маркусу Медзенга.
К этому времени Луана вспоминает своё настоящее имя и, испугавшись, что Бруно никогда её за это не простит, уходит от него в лагерь к безземельным. Где её и находят Рафаэлла и Маркус, которые привозят её в дом к Жеремиасу и представляют как настоящую Мариэтту Бердинацци. Он им не верит — несмотря на то, что Олегарио в своих документах также упоминал, что выжившую после аварии девушку в приюте назвали новым именем — Луана — считая, что это происки семейства Медзенга.
Жеремиас решает вернуть Рафаэллу, так как её версия начинает казаться ему правдоподобной. Рафаэлла уезжает от Маркуса, обещая, что скоро уладит все с дядей и вернется. Время от времени Жеремиас возвращается к размышлениям о Луане-Мариэтте, раздумывая над тем, что та действительно может оказаться его племянницей. Рафаэлла понимает — если не действовать решительно, она может потерять наследство. Поэтому когда Жеремиас говорит, что она должна выйти замуж за Отавио и родить "настоящих Бердинацци без примеси Медзенга", она соглашается. Маркус узнает эту новость от Лилианы и сначала не верит, а, убедившись, очень тяжело переживает это. Рафаэлла тоже переживает — она по прежнему любит Маркуса, но наследство — это самое важное для неё. Она выходит замуж за Отавио.
Жеремиас приезжает в дом Медзенга, чтобы поговорить с Луаной — настоящей Мариэттой — он просит прощения за то, что не верил ей, говорит, что сожалеет о том, как поступил с матерью и сестрой и очень хочет всё исправить. Поэтому с радостью примет её и сделает своей наследницей, если та уйдет от Бруно, но Луана отказывается от его предложения.
Позже, разругавшись с Бруно, Луана — настоящая Мариэтта приезжает к Жеремиасу, который с радостью принимает её. Луана ждёт ребенка, значит она подарит ему ещё одного наследника - нового Бердинацци.
Все внимание Жеремиаса сосредоточено на Мариэтте и её будущем ребенке, что вызывает приступы острой ревности у Рафаэллы и Отавио. Рафаэлла активно настраивает мужа против Мариэтты, и они всеми способами пытаются выжить ту из дома. В приступе отчаяния Рафаэлла берет винтовку Жеремиаса (из которой тот убил Фаусту) и, когда Жеремиас отправляется на плантации, стреляет в него. Рана очень серьезная, но даже почти при смерти Жеремиас не упускает возможности расквитаться со старым врагом — он говорит полиции, что в него стрелял Бруно Медзенга, хотя на самом деле не видел, кто это был.
Жеремиас идет на поправку, но Рафаэлла решает, что это удобный случай свалить вину за случившееся на Мариэтту — она убеждает всех, что это Мариэтта вложила ружьё в руки Бруно, чтобы расквитаться с Жеремиасом.
Пока идёт разбирательство и поиск улик, беременная Мариэтта-Луана сбегает из имения Бердинацци, опасаясь преследования полицией за преступление, которого она не совершала.
Она сбегает к безземельным, а позже — когда видит Маркуса, разыскивающего её — сбегает и от них. У неё начинаются роды в какой-то старой рыбацкой хижине, и подоспевший в последний момент Бруно (чудом её нашедший) помогает появиться на свет своему сыну, которого позже назовут Фелиппе Бердинацци Медзенга.
Рафаэлла понимает, что беременна от Маркуса, но говорит всем, что это ребёнок Отавио. Жеремиас узнаёт правду и рассказывает Отавио. Те выжидают случая, чтобы Рафаэлла сама себя выдала.
Рафаэлла и Отавио едут на ферму, где происходит несчастный случай — Рафаэлла теряет ребенка. Она очень расстроена и даже просит служанку Жудити сообщить об этом Маркусу, но тот говорит, что ему нет до этого никакого дела. У него своя жизнь, в которой нет Рафаэллы. Кроме того у него от Лилианы родился ребенок в Сан-Паулу.
Полиция расследует дело покушения на Жеремиаса, опрашивает подозреваемых и приходит к выводу, что показания Рафаэллы не сходятся с фактами и уликами. На коробке с патронами комиссар полиции находит её отпечатки.
Выйдя из больницы, Жеремиас принимает решение лететь в Италию и найти всю информацию о Рафаэлле и узнать, Бердинацци ли она на самом деле.
Там он находит настоящего внука своего брата Бруно — Джузеппе Бердинации.
Оказалось, что у Джеммы после Бруно был еще один мужчина, который бросил её с ребенком на руках. Поэтому и второму сыну она дала фамилию Бердинацци. Джемма действительно водила маленькую Рафаэллу, дочь второго сына, на могилу бразильских солдат — и та действительно думала, что там похоронен её дедушка Бруно. Впоследствии второй сын Джеммы с маленькой дочерью Рафаэллой уехал в Бразилию, одержимый идеей найти богатых "родственников" Бердинацци.
Таким образом, Рафаэлла по документам действительно Бердинацци, но по крови - нет.
Жеремиас возвращается домой с настоящим внучатым племянником — Джузеппе. И рассказывает Рафаэлле и Отавио, что ему удалось узнать в Италии. Рафаэлла не внучка Бруно. Рафаэлла клянется, что не знала этого (это так и остаётся неизвестным — знала или нет)
Жеремиас узнает, что стреляла в него Рафаэлла, но готов об этом забыть, если та будет молчать, что он стрелял в Фаусто и заберет ложные свидетельские показания, что Мариэтта передала оружие Бруно. Рафаэлла соглашается.
Жеремиас убит новостью, что Рафаэлла в него стреляла. Но, несмотря на это, он переписывает на её имя ферму с 25 000 головами скота и дает денег на обустройство — "ради бабушки Джеммы, которая единственная носила цветы на могилу Бруно", скажет он. "И чтобы ты молчала, что я убил Фаусто". Рафаэлла уезжает.
Но, на самом деле, несмотря ни на что, он её все еще любит. Хотя и говорит, что больше никогда не желает её видеть, даже на своих похоронах.
Отавио не желает больше иметь никаких дел с Рафаэллой, о чем сообщает ей и Жеремиасу. А после уезжает, оставив Жеремиасу письмо, прочтя которое Жеремиас мрачнеет и сжигает его. Можно предположить, что в письме Отавио рассказывает ему, что в него стреляла Рафаэлла (так как он это понял еще раньше, и это окончательно убедило его, что Рафаэлла опасна).
Джузеппе ещё очень молод и ему многому предстоит научиться, но он полон сил и желания. А Жеремиас с радостью готов передать ему дела.
Решив вопрос с наследником, Жеремиас решает, что пора подумать и о себе — и, наконец, открывает свои чувства Жудити, которая работала в его доме столько лет. Конечно, его чувства взаимны!
Тем временем в семействе Медзенга новая проблема — Маркуса обвиняют в убийстве Ралфа, любовника его матери, Леи. Труп Ралфа был найден на берегу в Гуашупе — жертву напоили, избили и закопали по шею в песок, вследствие чего после наступления прилива он захлебнулся.
Избили Ралфа по приказу ревнивого мужа одной из его многочисленных любовниц, а Маркус и Жеральдино (который служил на яхте семьи Медзенга) закопали бездыханное тело в песок.
Адвокату удалось убедить присяжных, что смерть Ралфа наступила ещё до закапывания в песок (хотя достоверного ответа, когда именно Ралф захлебнулся — после того как его бросили избитого или когда его закопал Маркус — нет), таким образом Маркусу дали год условно за "издевательство над мёртвым телом".
У Лилианы и Маркуса родился ребенок, которого назвали Маркус Роберту Кашиас-Медзенга в честь отца Лилианы. После того, как Рафаэлла бросила Маркуса, он нашёл утешение у Лилианы. После рождения ребенка Маркус признается, что любит её, и они собираются пожениться.
Жеремиасу и Бруно Медзенга одновременно приходит в голову идея купить старые имения — свои и "врага". Вероятно, у них оказывается один маклер, и так получается, что каждому удается купить лишь имение врага (потому что собственные имения уже "кому-то" проданы) — Бруно покупает имение Бердинацци, а Жеремиасу достается имение Медзенга. Оба отправляются обустраиваться в купленные имения, где и произойдет их встреча и, конечно, очередная ссора.
И Жеремиаса, и Бруно преследуют воспоминания - они видят своих предков, которые пытаются им помочь обустроиться, подсказывают. Обоих охватывает ностальгия.
Бруно Медзенга снится сон, где его бабка Мариэтта просит выкопать на плантации медаль её сына Бруно Бердинацци. Он был уверен, что медаль похоронили вместе с ней, но, после некоторых размышлений, всё-таки идет на то место, что указывалось во сне, и, действительно, находит там медаль. Выкапывает её и приносит Жеремиасу. И тот, вопреки ожиданиям, принимает с благодарностью  этот добрый жест и предлагает, наконец, положить конец их многолетней войне.
Они решают объединить свои имения, а своё имущество справедливо разделить между общими законными наследниками — Мариэттой-Луаной, Джузеппе, Фелиппе, Лией и Маркусом.
В финале долгожданная свадьба Бруно и Мариэтты, которая становится Мариэттой Бердинацци-Медзенга.
А на утро после свадьбы Бруно и Жеремиас продолжают праздновать, и у них рождается новая идея — вместе возродить кофейные плантации, которые когда-то принадлежали их семьям.

## В ролях
- Антонио Фагундес — Антонио, отец семейства Медзенга/Бруно Б. Медзенга, сын Энрико и Джованны, мясной король
- Вера Фишер — Нэна Медзенга, жена Антонио
- Леонардо Брисио — Энрико Медзенга, сын Антонио и Нэны
- Сильвия Пфейфер — Лея Медзенга, жена Бруно
- Фабио Ассунсон — Маркус Медзенга, сын Бруно
- Лавиния Влазак — Лия Медзенга, дочь Бруно
- Тарсизио Мейра — Джузеппе, отец семейства Бердинацци
- Эва Вилма — Мариета Бердинацци, жена Джузеппе
- Марсело Антони — Бруно Бердинацци, старший сын Джузеппе
- Каку Сиоклер — молодой Жеремиас Бердинацци Эко, средний сын Джузеппе
- Рауль Кортес — Жеремиас Бердинацци Эко, кофейный король
- Мануэл Босиньяс — Джакомо Гильерме Бердинацци Эко, младший сын Джузеппе
- Летисия Спилер — Джованна Бердинацци Эко, дочь Джузеппе
- Патрисия Пиллар — Мариэта 'Луана' Бердинацци, дочь Джакомо Гильерме
- Глория Пирес — Мариэта/Рафаэла Бердинацци, внучка Бруно Бердинацци, внучатая племянница Жеремиаса
- Карлос Вереса — сенатор Роберту Кашиас
- Ана Роза — Мария Роза Кашиас, жена Роберту
- Мариана Лима — Лилиана Кашиас, дочь Роберту
- Гильерме Фонтес— Отавио, помощник Роберту
- Жайро Матос — Фаусту, управляющий Жеремиаса
- Рожерио Марсико — Олегарио, друг Жеремиаса
- Оскар Магрини — Ралф, любовник Леи Медзенга
- Педро Габриэл — Уэйрэ́, внебрачный сын управляющего фермой Бруно Б. Медзенга
- Клаудио Корреа и Кастро — Тони Вендаккио
- Стенио Гарсия — Зе ду Арагуая
- Бет Мендес — Донана
- Джексон Антунес — Режино
- Ана Беатрис Ногейра — Жасира
- Вальдереш де Барруш — Жудите
- Сержио Рейс — Зе Бенто 'Кулик'
- Алмир Сатер — Апарисио Родригес 'Светлячок'
- Яра Жанра — Лурдинья
- Чика Ксавьер
- Лусиана Вендрамини — Марита
- Мария Элена Падер — Жулия
- Амилтон Монтейро — Кловис
- Пауло Коронато — Димас

### А также
- Лейла Лопес — Сузани
- Луиз Паррейрас — Орестес
- Эмилио Орсиолло Нетто — Джузеппе
- Режина Дурадо — Магу
- Антонио Помпео — Домингиньос
- Лиана Дювал — Китерия
- Жозе Августо Бранко — Жозимар

## Премии
- 1997 — премия «APCA»: 
 Раул Кортез — лучший телеактёр 
Леонардо Брисио — лучший актёр второго плана 
 Вальдереш де Барруш — лучшая актриса второго плана 
 Каку Сиоклер — открытие года
- 1997 — премия «Контиго»: 
лучший сериал 
Раул Кортез — лучший телеактёр 
Глория Пирес — лучшая злодейка 
Оскар Магрини — лучший злодей 
Марсело Антони — открытие года (муж.) 
Лавиния Власак — открытие года(жен.) 
Леонардо Брисио и Летисия Спилер — лучшая романтическая пара

## Показ в других странах
| Страна     | Канал               | Год показа | Тип перевода | Название            | Перевод названия   |
| ---------- | ------------------- | ---------- | ------------ | ------------------- | ------------------ |
| Венгрия    | M1 M2               | 1997 1998  | Дубляж       | A pampák királya    | Король прерий      |
| Греция     | STAR                | 2001-2002  |              | Αγάπη και Αίμα      | Любовь и кровь     |
| Румыния    | Acasă               | 2000       |              | Războiul pasiunilor | Война страсти      |
| Аргентина  | Azul TV Canal 9     | 1999 2009  | Дубляж       | El rey del ganado   | Мясной король      |
| Португалия | SIC                 |            | Не требуется | O Rei do Gado       | Мясной король      |
| Парагвай   | Canal 13 Paravision |            | Дубляж       | El rey del ganado   | Мясной король      |
| Боливия    | Bolivision          |            | Дубляж       | El rey del ganado   | Мясной король      |
| Испания    | TVE 1               |            | Дубляж       | El rey del ganado   | Мясной король      |
| США        | Telemundo           |            | Дубляж       | El rey del ganado   | Мясной король      |
| Россия     | ОРТ                 | 1997       | Дубляж       | O Rei do Gado       | Роковое наследство |

## Дубляж на русский язык
На русский язык роли дублировали Елена Бушуева-Цеханская, Ирина Маликова, Павел Иванов и Борис Клюев.